# Te Karaka
Te Karaka – miasto w Nowej Zelandii, na Wyspie Północnej, w regionie Gisborne.